# ألفريدو دوفيرجيل
ألفريدو دوفيرجيل (مواليد 2 أبريل 1968) هو ملاكم كوبي، مثّل بلاده في الألعاب الأولمبية الصيفية 1996 وحقق الميدالية الفضية في فئة الوزن المتوسط الخفيف.

## روابط خارجية
ألفريدو دوفيرجيل على موقع بوكس ريك (الإنجليزية) (registration required)
- ألفريدو دوفيرجيل على موقع اللجنة الأولمبية الدولية (الإنجليزية)
- ألفريدو دوفيرجيل على موقع أوليمبيديا (الإنجليزية)